# ساسيغاروفا
ساسيغاروفا هي قرية في أبرشية لونيا في مقاطعة تارتو في شرق إستونيا.